# Villaria glomerata
Villaria glomerata là một loài thực vật có hoa trong họ Thiến thảo. Loài này được (Bartl. ex DC.) Mulyan. & Ridsdale mô tả khoa học đầu tiên năm 2004.